# Theresa Wobbe
Theresa Wobbe (* 22. Februar 1952 in Borken) ist eine deutsche Historikerin und  Soziologin.

## Bildungsbiographie
Theresa Wobbe studierte von 1971 bis 1977 Psychologie, Geschichte, Germanistik, Philosophie an der  Technischen Universität und  Freien Universität Berlin. Sie schloss das Studium mit dem Staatsexamen für das Höhere Lehramt an Gymnasien in den Fächern Germanistik und Geschichte an der Freien Universität Berlin ab.
Von 1985 bis 1990 war sie wissenschaftliche Mitarbeiterin am Institut für Soziologie an der Freien Universität Berlin, wo sie 1987 auch zum Thema „Gleichheit und Differenz. Politische Strategien von Frauenrechtlerinnen um die Jahrhundertwende“ promovierte. Zunächst von 1990 bis 1991 wissenschaftliche Mitarbeiterin an der Westfälischen Wilhelms-Universität in Münster, kehrte sie als wissenschaftliche Assistentin zum Institut für Soziologie der FU zurück. Im Jahr 1996 schloss Wobbe ihre Habilitation (venia legendi „Soziologie“) an der Freien Universität Berlin ab. Ihre Habilitationsschrift erschien 1997 unter dem auf Goethes Roman Die Wahlverwandtschaften anspielenden Titel Wahlverwandtschaften. Die Soziologie und die Frauen auf dem Weg zur Wissenschaft.

## Lehrtätigkeit
Theresa Wobbe lehrte 1996 im Rahmen einer DAAD-Professur an der Duke University in Durham, (USA), Soziologie und Geschichte. Im selben Jahr war sie auch Gastdozentin für Soziologie an der Universität Bern.
Von 1998 bis 2000 arbeitete sie als wissenschaftliche Mitarbeiterin an der  Berlin-Brandenburgischen Akademie der Wissenschaften. Dort koordinierte sie das Projekt Frauen in Akademie und Wissenschaft 1700–2000. 1999 bis 2000 vertrat sie die Professur für Allgemeine Soziologie an der Technischen Universität Berlin. Im Jahr 2000 erhielt Wobbe einen Ruf der Universität Erfurt. Dort hatte sie an der Staatswissenschaftlichen Fakultät bis 2009 eine C 4-Professur für Soziologie mit dem Schwerpunkt Geschlechtersoziologie inne. Darüber hinaus war sie 2000 Gastdozentin am Institut für die Wissenschaften vom Menschen (IWM) in Wien. Von 2009 bis zu ihrer Emeritierung 2017 war Theresa Wobbe Professorin für Geschlechtersoziologie an der Wirtschafts- und Sozialwissenschaftlichen Fakultät der Universität Potsdam. Wobbe ist im Vorstand des der Universität angegliederten Potsdam Centrum für Politik und Management.

## Forschungsprojekte
Theresa Wobbe nahm an verschiedenen Projekten zum Thema Frauen in Politik und Wissenschaft teil.
Daneben führte sie 1999 ein eigenfinanziertes Projekt zum Thema Weltgesellschaft durch.
Seit ihrer Professur an der Universität Erfurt arbeitete sie in verschiedenen Projekten für die Thüringische Landesregierung, wie von 2001 bis 2002 über Frauen im Thüringer Landtag und von 2003 bis 2005 in einem Kooperationsprojekt Geschlechter-Politiken jeweils finanziert vom Thüringer Ministerium für Bildung, Wissenschaft und Kultur. Im Auftrag der Thüringer Staatskanzlei begleitete sie die Berichterstattung der Thüringer Landesregierung nach dem Thüringer Gleichstellungsgesetz wissenschaftlich von 2003 bis 2004.
Seit 2004 nimmt sie am von der Deutschen Forschungsgemeinschaft geförderten Projekt Die Geschlechterpolitik der Europäischen Union: Institutionalisierung von Gleichberechtigungsnormen im supranationalen und globalen Kontext teil (bis 2006).
Aktuell ist sie Mitantragstellerin im Forschungsverbund Mobilisierung von Religion in Europa.

## Schriften (Auswahl)
- mit Léa Renard und Marianne Braig (Hg.): Sklaverei, Freiheit und Arbeit. Soziohistorische Beiträge zur Rekonfiguration von Zwangsarbeit Deutschland. De Gruyter Oldenbourg,  Berlin 2024, ISBN 978-3-111-33484-4.
- (Hrsg.) Die gesellschaftliche Verortung des Geschlechts: Diskurse der Differenz in der deutschen und französischen Soziologie um 1900. Frankfurt am Main 2011, Campus Verlag, ISBN 978-3-593-39526-5.
- (mit Gesa Lindemann): Denkachsen. Zur theoretischen und institutionellen Rede vom Geschlecht. Frankfurt am Main 1994, 2. Auflage 1996, Suhrkamp, ISBN 3-518-11729-7.
- Weltgesellschaft. Bielefeld 2000, Transcript-Verlag, ISBN 3-933127-13-0.
- Zwischen Vorderbühne und Hinterbühne. Beiträge zum Wandel der Geschlechterbeziehungen in der Wissenschaft vom 17. Jahrhundert bis zur Gegenwart. Bielefeld 2003, Transcript-Verlag, ISBN 3-89942-118-3.
- Wahlverwandtschaften. Die Soziologie und die Frauen auf dem Weg zur Wissenschaft (Habilitationsschrift). Frankfurt am Main 1997, Campus Verlag, ISBN 3-593-35712-7.